# Christian Pouget
Christian „Chris“ Pouget (* 11. Januar 1966 in Gap) ist ein ehemaliger französischer Eishockeyspieler und heutiger -trainer, der in seiner aktiven Zeit von 1984 bis 2009 unter anderem für die Adler Mannheim in der Deutschen Eishockey Liga gespielt hat. Seit Februar 2011 ist er Cheftrainer beim Mont-Blanc HC in der Ligue Magnus.

## Spielerkarriere
Christian Pouget begann seine Karriere als Eishockeyspieler bei den Draveurs de Trois-Rivières, für die er von 1984 bis 1986 in der kanadischen Juniorenliga QMJHL aktiv war. Anschließend kehrte der Verteidiger in seine Heimatstadt zurück, in der er von 1986 bis 1989 für den Gap Hockey Club in der Ligue Magnus, der höchsten französischen Spielklasse, aktiv war, wobei er in der Saison 1986/87 erstmals die Trophée Albert Hassler als bester französischer Spieler der Liga erhielt. Die folgenden beiden Spielzeiten verbrachte er bei Grenoble Métropole Hockey 38, mit dem er 1991 den französischen Meistertitel gewann. Anschließend spielte er ebenfalls zwei Jahre lang für den Traditionsverein Chamonix Hockey Club, ehe er die Saison 1993/94 beim HC Devils Milano in der italienischen Serie A1 überbrückte, woraufhin er 1995 erneut als Spieler von Chamonix die Trophée Albert Hassler erhielt. In der Saison 1995/96 wurde er mit Rouen Hockey Élite 76 Vizemeister in Frankreich. Anschließend nahmen ihn die Adler Mannheim aus der Deutschen Eishockey Liga unter Vertrag, mit denen er 1997, 1998 und 1999 drei Mal in Folge Deutscher Meister wurde. In Mannheim gehörte er zu den Führungsspielern und er erzielte in insgesamt 147 DEL-Spielen 43 Tore und 85 Vorlagen.
Die Saison 1999/2000 verbrachte Pouget beim HC La Chaux-de-Fonds in der Schweizer Nationalliga B. Dort konnte er mit 40 Scorerpunkten, davon 19 Tore, in 46 Spielen ebenfalls überzeugen. Von 2001 bis 2003 spielte der langjährige Nationalspieler für seinen Ex-Verein aus Grenoble, in dessen Diensten er 2002 erneut die Trophée Albert Hassler erhielt. Nach einer einjährigen Pause vom professionellen Eishockey, schloss er sich 2003 seinem in der Zwischenzeit in die zweitklassige Division 1 abgestiegenen Ex-Verein Chamonix Hockey Club an, für den er zwei Jahre lang spielte, ehe er von 2005 bis 2009 in der Ligue Magnus für den Mont-Blanc HC auflief, bei dem er anschließend im Alter von 43 Jahren seine aktive Karriere beendete. Einzig in den Playoffs der Saison 2006/07 trat er nach dem Saisonende in Frankreich für den HC Valpellice in der italienischen Serie A2 an.
Pouget zählt zur „goldenen Generation“ im französischen Eishockey. Er zählte neben Philippe Bozon und Denis Perez zu den französischen Ausnahmespielern. Für die französische Nationalmannschaft bestritt er insgesamt 87 Länderspiele, erzielte dabei 25 Tore und gab 28 Torvorlagen. Während seiner langen Laufbahn fiel er wiederholt durch regelmäßigen Cannabiskonsum auf. 1997 war ein entsprechender Dopingtest positiv und er wurde vom französischen Verband für 10 Monate gesperrt, davon sechs Wochen ohne Bewährung.

### International
Für Frankreich nahm Pouget an den B-Weltmeisterschaften 1987, 1989, 1990, 1991 und 2001 sowie den A-Weltmeisterschaften 1992, 1993, 1995, 1996, 1997, 1999 und 2004 teil. Zudem stand er im Aufgebot seines Landes bei den Olympischen Winterspielen 1988 in Calgary, 1992 in Albertville und 1998 in Nagano.

## Erfolge und Auszeichnungen
| - 1987 Trophée Albert Hassler - 1991 Französischer Meister mit Grenoble Métropole Hockey 38 - 1995 Trophée Albert Hassler - 1997 Deutscher Meister mit den Adler Mannheim - 1998 Deutscher Meister mit den Adler Mannheim - 1999 Deutscher Meister mit den Adler Mannheim | - 2002 Trophée Albert Hassler - 2006 Ligue Magnus All-Star Team - 2007 Ligue Magnus All-Star Team - 2008 Ligue Magnus All-Star Team - 2009 Ligue Magnus All-Star Team - 2015 Aufnahme in den Temple de la renommée du hockey français |

### International
- 1991 Aufstieg in die A-Weltmeisterschaft bei der B-Weltmeisterschaft

## Trainerkarriere
Noch als aktiver Spieler nahm Pouget seinen ersten Job als Trainer an und betreute 2008 und 2009 als Assistenztrainer die französische U20-Junioren-Nationalmannschaft bei ihren Weltmeisterschaften der Division I. In der Saison 2009/10 stand er zusammen mit Rodolphe Garnier bei den Dragons de Rouen in der Ligue Magnus als Cheftrainer hinter der Bande, während er gleichzeitig Assistenztrainer bei deren U22-Junioren war. Im Februar 2011 löste er Christopher Lepers als Cheftrainer des Mont-Blanc HC ab.